# Kościół św. Zygmunta Burgundzkiego w Kleszczelach
Kościół Świętego Zygmunta Burgundzkiego w Kleszczelach – rzymskokatolicki kościół parafialny w mieście Kleszczele, w województwie podlaskim. Należy do dekanatu Hajnówka diecezji drohiczyńskiej.

## Historia
Obecna świątynia pod wezwaniem świętego Zygmunta Burgundzkiego została wzniesiona w latach 1907-1910. Pracami budowlanymi kierował Joachim Łukaszewicz z miejscowości Boćki. Kamień węgielny został poświęcony w dniu 3 maja 1908 roku przez księdza Antoniego Panasiewicza (1870–1916), dziekana z Bielska Podlaskiego (1907–1916), natomiast w dniu 27 lipca 1910 roku została poświęcona nowa świątynia w stylu neoklasycystycznym przez tegoż księdza. 

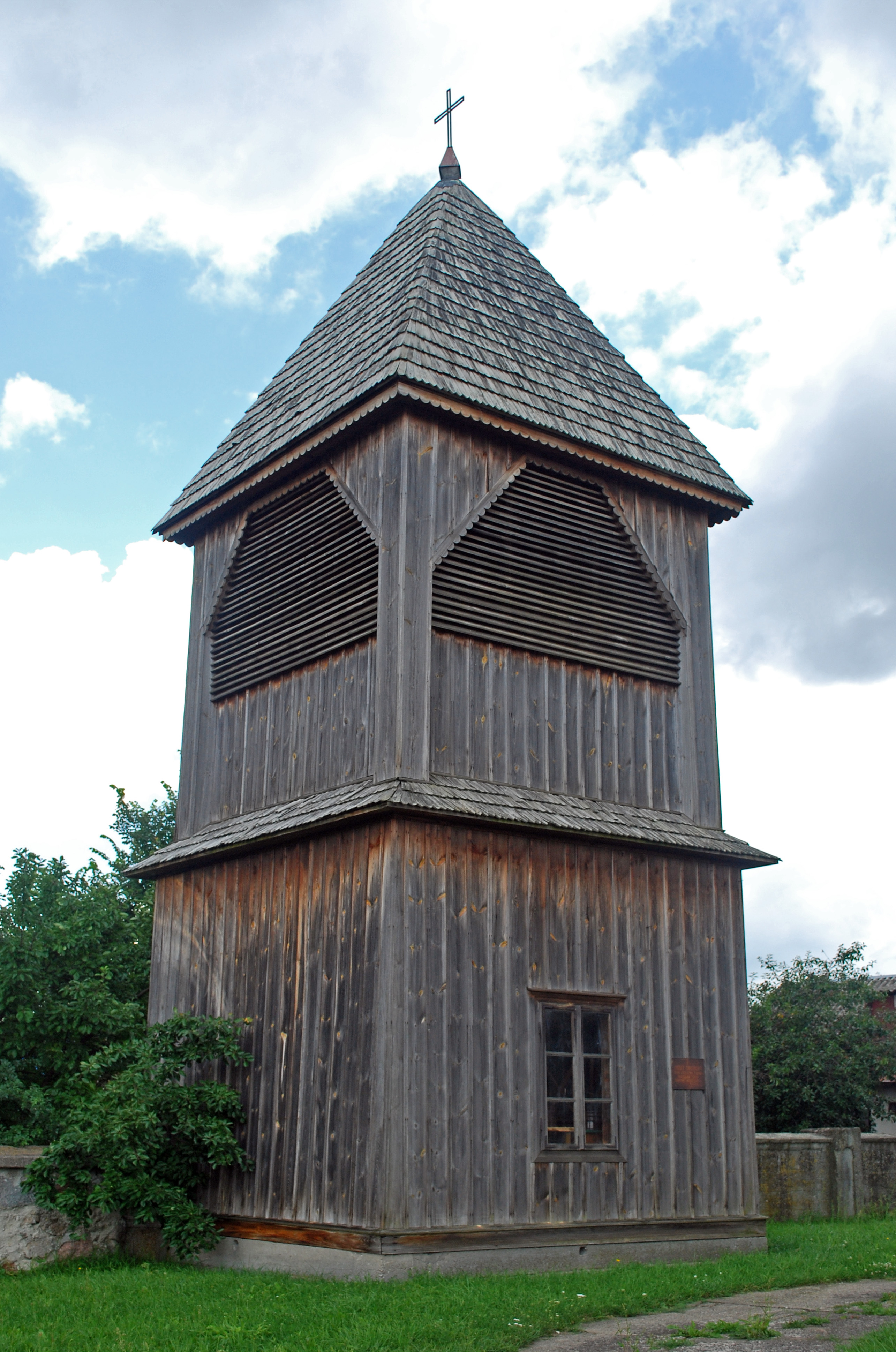
Dzwonnica

Podczas wojny sowiecko-niemieckiej w czerwcu 1941 roku budowla doznała poważnych uszkodzeń wskutek ostrzału pociskami artyleryjskimi. W 1946 roku kościół został wyremontowany staraniem księdza Aleksandra Swerpela (1891–1962), proboszcza parafii św. Zygmunta w Kleszczelach w latach 1930–1948.